# Karol G
Karol G, pseudonimo di Carolina Giraldo Navarro (Medellín, 14 febbraio 1991), è una cantautrice colombiana.
Considerata una delle più influenti artiste di reggaeton e latin trap, ha ricevuto sedici candidature ai Latin Grammy Awards, vincendo cinque premi, ed è stata candidata per due Grammy Awards, vincendone uno. È stata premiata con il Rulebreaker Award ai Billboard Women in Music, con lo Spirit of Hope Award ai Billboard Latin Music Awards e le sue opere hanno battuto cinque Guinness World Records e ottenuto successo commerciale in America Latina e negli Stati Uniti d'America.
Dopo la partecipazione al talent show The X Factor Colombia nel 2010, ha avviato la propria carriera musicale pubblicando quattro album in studio, Unstoppable, Ocean, KG0516 e Mañana será bonito e numerosi singoli come Tusa, Bichota e Provenza. Nel corso della sua carriera sono stati rilevanti le collaborazioni con diversi artisti latinoamericani, tra cui J Balvin, Nicky Jam, Anuel AA, Ozuna, Bad Bunny, Becky G, Pitbull, Maluma, Shakira, Luis Fonsi, e internazionali, come Andrea Bocelli, Nicki Minaj, Tiësto e i Jonas Brothers.

## Biografia
Karol G ha frequentato la scuola superiore nel quartiere Calasanz della sua città natale Medellín . Ha successivamente studiato musica all'Università di Antioquia, per poi trasferirsi a New York per avviare la sua carriera musicale.
Durante la sua infanzia, Carolina Giraldo Navarro ha partecipato al talent show The X Factor. Nel 2007, ha iniziato a usare il nome d'arte Karol G.

### 2013-2017: collaborazioni e il debutto conUnstoppable
Nel 2013 ha collaborato con il cantante statunitense Nicky Jam pubblicando la canzone Amor de dos, mentre l'anno successivo ha collaborato con il cantante colombiano Andy Rivera e ha pubblicato la canzone Mañana. Nel 2015 ha pubblicato il suo adattamento della canzone Mil moras del gruppo rock argentino Los Abuelos de la Nada Ya No Te Creo, che ha avuto un discreto successo in Colombia. Ha inoltre collaborato con il cantante De La Ghetto in Te lo Quiero Hacer. 
A marzo 2016 ha pubblicato la canzone Casi nada, seguita da Muñeco de lego il mese successivo. Nel 2017 ha partecipato come giudice e mentore alla prima e unica stagione del talent show Pequeños Gigantes USA. Nello stesso anno la sua collaborazione con il rapper Bad Bunny, Ahora me llama ha lanciato la sua carriera a livello internazionale, vincendo un disco di platino in Spagna e dieci negli Stati Uniti. Il suo album di debutto Unstoppable è uscito nel successivo ottobre su etichetta discografica Universal Latin, ed è stato certificato doppio disco di platino dalla Recording Industry Association of America per le oltre 120 000 unità vendute.

### 2018-2019:Oceane il successo internazionale
I suoi singoli Mi mala in collaborazione con Mau y Ricky e Mi cama hanno ottenuto un buon successo nell'America Latina, comparendo nelle classifiche annuali di molti paesi a fine 2018.
Il 3 maggio 2019 è uscito il secondo album in studio Ocean, costituito da sedici tracce tra cui alcune collaborazioni rilasciate l'anno precedente. L'album ha debuttato alla seconda posizione della classifica latina e alla 54ª della Billboard 200. Dal disco sono stati estratti i singoli Ocean e Dices que te vas, in collaborazione con Anuel AA. Sempre nel 2019 partecipa alla hit China con Anuel AA, Daddy Yankee e J Balvin, divenendo il secondo numero uno della cantante nella classifica latina statunitense e in Spagna, oltre alla prima numero uno in Argentina, Colombia e Messico.

### 2019-2022:KG0516
A novembre 2019 ha pubblicato la collaborazione con Nicki Minaj Tusa, che ha debuttato alla prima posizione della classifica statunitense di musica latina, oltre ad ottenere notevole successo in Europa. Ad esso hanno fatto seguito, Ay, Dios mío!, Bichota e Location.
Nel 2020 ha pubblicato vari singoli, tra cui la collaborazione con i Jonas Brothers X. Nel marzo 2021 viene messo in commercio il terzo album in studio KG0516, che include Tusa e gli altri singoli pubblicati precedentemente. Sempre nel 2021 ha collaborato con il DJ Tiësto al singolo Don't Be Shy.
Nell'ottobre 2021 ha dato il via dagli auditorium degli Stati Uniti d'America al Bichota Tour, con concerti nelle Americhe fino a novembre 2022. I due prolungamenti del tour, Bichota Tour Reloaded e Strip Love Tour, l'hanno portata ad esibirsi negli stadi dell'America Latina e nelle arene al coperto del Nord America ottenendo un ottimo riscontro commerciale. Durante il tour, la cantante ha pubblicato nuovi brani inediti, tra cui i singoli di successo internazionale Mamiii con Becky G e Provenza.

### 2023-presente:Mañana será bonitoeTropicoqueta
Nel gennaio 2023 ha confermato, attraverso un video promozionale diffuso sulla rete sociale, la pubblicazione del quarto album Mañana será bonito, avvenuta il 24 febbraio successivo. Per promuovere il progetto, Karol G ha intrapreso la sua prima tournée negli stadi statunitensi, il Mañana será bonito tour, da agosto a settembre 2023. Sono stati inoltre estratti sette singoli, tra cui la collaborazione TQG con Shakira.
Nel 2024 il singolo Si antes te hubiera conocido raggiunge la prima posizione delle classifiche di diversi paesi. Il singolo precede il quinto album in studio Tropicoqueta, pubblicato il 20 giugno 2025.

## Stile musicale e immagine pubblica
Karol G ha menzionato Beyoncé, Selena e Shakira come le sue più grandi influenze musicali, citando anche Thalía, le Spice Girls, Jerry Rivera, i Bee Gees e i Red Hot Chili Peppers. La cantante ha un grande seguito da parte della comunità LGBT, per la quale ha espresso la sua ammirazione. Ha rifiutato di registrare Sin pijama, in seguito divenuta un successo mondiale per Natti Natasha e Becky G, in quanto riteneva non rispecchiasse la sua immagine, a causa di frasi con riferimenti espliciti a marijuana e termini a suo avviso offensivi nei confronti della figura femminile.

## Vita privata
Dopo l'inizio della relazione nel 2018, nel febbraio 2019 Karol G ha accettato la proposta di matrimonio del rapper e cantante portoricano Anuel AA, dal quale si è poi separata nel 2021.

## Discografia
- 2017 – Unstoppable
- 2019 – Ocean
- 2021 – KG0516
- 2023 – Mañana será bonito
- 2025 – Tropicoqueta

## Tournée
- 2017/18 – Unstoppable Tour
- 2019/20 – Ocean World Tour
- 2021/22 – Bichota Tour
- 2023/24 – Mañana será bonito Tour